# Louis Mes
Aloys Joan Joseph Maria Mes (Middelburg, 18 maart 1899 – aldaar, 11 september 1974) was een Nederlands burgemeester en politicus voor de Roomsch-Katholieke Staatspartij (RKSP) en later de Katholieke Volkspartij (KVP).

## Levensloop
Aloys Mes werd geboren als een zoon van Eduard Arnoldus Cornelius Franciscus Mes en Anna Haubrich. Na het behalen van het gymnasium diploma aan het Sint Canisius College te Nijmegen studeerde hij Nederlands recht aan de Universiteit Leiden. Hij promoveerde tot doctor in de rechtsgeleerdheid op 11 december 1930 aan de Radboud Universiteit Nijmegen. Hij begon zijn carrière als burgemeester van Heinkenszand. Daarna was hij lid van de Provinciale Staten van Zeeland. Van 15 juli 1936 tot 16 september 1939 was Mes burgemeester van Ovezande en van 8 juni 1937 tot 27 juli 1948 was hij werkzaam als lid van de Tweede Kamer der Staten-Generaal. Van 19 juni 1946 tot 5 juli 1966 functioneerde hij weer als lid van de Provinciale Staten van Zeeland en als lid van de Gedeputeerde Staten van Zeeland. Van februari 1965 tot 1 juni 1965 was de heer Mes waarnemend commissaris van de Koningin van Zeeland.

## Onderscheidingen
- Ridder in de Orde van de Nederlandse Leeuw
- Ridder in de Orde van Sint-Gregorius de Grote
- Commandeur in de Orde van Leopold II